# Daze Before Christmas
Daze Before Christmas è un videogioco a piattaforme del 1994 sviluppato da Funcom e pubblicato da Sunsoft per Sega Mega Drive. Il videogioco ha avuto una conversione per Super Nintendo Entertainment System.